# Giovanni Villani
Giovanni Villani (c. 1276 - 1348) foi um banqueiro, diplomata e cronista italiano florentino, a quem é atribuída a obra Nuova Cronica (Novas Crónicas) acerca da história da cidade de Florença. Ocupou o cargo de alto representante de estado, mas ganhou uma má reputação, tendo sido preso como resultado da bancarrota da sua empresa bancária e de negócios. O seu interesse na área do levantamento de detalhes económicos, informação estatística e o seu conhecimento na área da política e psicologia fizeram dele um dos cronistas mais modernos da alta idade média europeia. A sua Cronica é vista como a primeira introdução da estatística como um elemento positivo na história.
Contudo, o historiador Kenneth R. Bartlett nota que, em contraste com os seus sucessores renascentistas, "a sua dependência em factores tais como a Providência Divina estabelece uma forte ligação de Villani à tradição cronista medieval". Por diversas vezes na sua Cronica Villani realça a relação do pecado e da moralidade com eventos históricos, afirmando queː o excesso leva ao desastre, que as forças do bem e do mal estão em luta constante e que os acontecimentos históricos são directamente influenciados pela vontade de Deus.
Villani recebeu inspiração para escrever a sua Cronica após assistir ao Jubileu em Roma em 1300 e reparar na história venerável daquela cidade. Os eventos na sua Cronica foram descritos ano por ano, usando uma narrativa estritamente linear. Villani fornece uma vasta quantidade de detalhes sobre muitos acontecimentos históricos importantes da cidade de Florença e da região da Toscana, incluindo construções, fomes, pestes, incêndios e cheias.
Villani morreu enquanto ainda trabalhava na sua Cronica, detalhando a grande matança causada pela Peste Negra em 1348 tendo a sua morte dever-se a esta doença. A sua obra foi continuada pelo seu irmão e o seu sobrinho. Os historiadores modernos dividem as suas opiniões sobre Villani entre elogios e críticas à sua obra, sendo que a maior parte das críticas advém do ênfase dado à influência do sobrenatural sobre os acontecimentos, à organização da obra e à sua glorificação de Florença e do papado.

## Vida e carreira

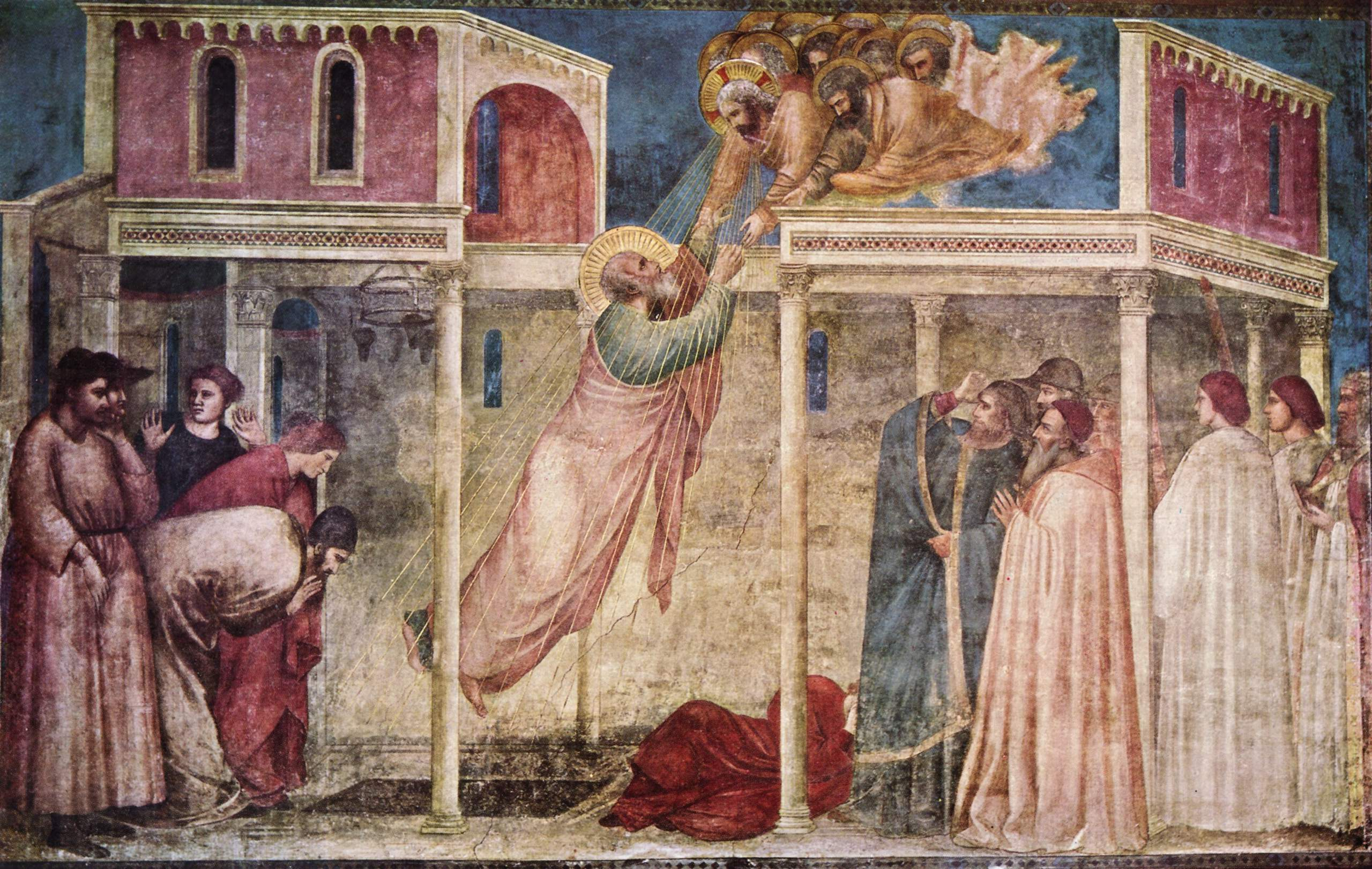
Uma pintura de Giotto di Bondone na Basílica de Santa Cruz em Florença, dentro da capela dos banqueiros Peruzzi; as obras de Giotto foram elogiadas por Villani.

Giovanni Villani nasceu na classe média mercadora Florentina. Era filho de Villano di Stoldi di Bellincione, que vinha de uma antiga e respeitável família de mercadores de arti maggiori. Villani era membro da guilda dos Arte di Calimala (acabadores de lã) em Florença a partir de 1300, prestando serviço na mercanzia do concelho dos oito. Durante esse ano visitou Roma na celebração do jubileu. Após observar a conhecida arquitectura romana e tomar conhecimento das suas famosas personagens históricas, ele sentiu-se inspirado para escrever a Cronica, uma história universal de Florença de uma forma estritamente linear, dividindo a sua narrativa em anos. Durante os primeiros anos do século XIV, adquiriu uma perspectiva sobre a política da época, através das suas viagens pela Itália, Suíça, França e Flandres, ao serviço do banco de Peruzzi, do qual foi accionista entre 1300 e 1308. Trabalhando no estrangeiro como feitoreiro do banco, Villani recebia, para além da sua parte dos lucros da empresa, um salário regular. Em 15 de Maio de 1306, um dos primeiros contractos de troca (cambium) a mencionar a cidade de Bruges envolveu duas partes: Giovanni Villani, representado a Companhia Peruzzi, concedendo um empréstimo a Tommaso Fini, em representação da Companhia Gallerani de Siena.  Villani e o seu irmão Marco transferiram a maioria das suas actividades económicas para a firma Buonaccorsi em 1322. Giovanni Villani tornou-se co-director da Buonaccorsi em 1324. A Buonaccorsi tratava de negócios bancários e de comodidade, espalhando a sua influência através da Itália, França; Flandres, Inglaterra e diversos outros locais no Mediterrâneo.
Villani voltou a Florença em 1307, onde se casou e assumiu uma vida dedicada à política da cidade. Tornou-se um dos priores de Florença entre 1316 e 1317. Ao mesmo tempo participou nas complexas tácticas diplomáticas que resultaram na paz com Pisa e Lucca. Como líder da Casa da Moeda em 1316 juntou os seus primeiros registos e criou um registo de todas as moedas presentes em Florença. Em 1321 voltou a ser escolhido para prior e em 1324 foi eleito para inspeccionar as obras de reconstrução da muralha da cidade. Lutou com o exército Florentino contra Castruccio Castracani, lorde de Lucca, e esteve presente em Altopascio durante a derrota de Florença. Na sua Cronica, descreve os motivos que impediram Florença de tomar Lucca após a morte de Castruccio Castracani.
Uma vaga de fome espalhou-se pela Toscana em 1328. De 1329 a 1330 Villani serviu como magistrado eleito pela comunidade, encarregado de proteger Florença dos piores efeitos da fome. Para baixar os crescentes níveis de fome e mitigar o descontentamento popular, foram importados rapidamente cereais da Sicília, 60 000 florins foram retirados do tesouro da cidade para ajudar a combater a crise e todos os padeiros da cidade viram os seus fornos requisitados pelo governo para que o pão pudesse ser vendido a preços razoáveis a multidão revoltada e esfomeada.

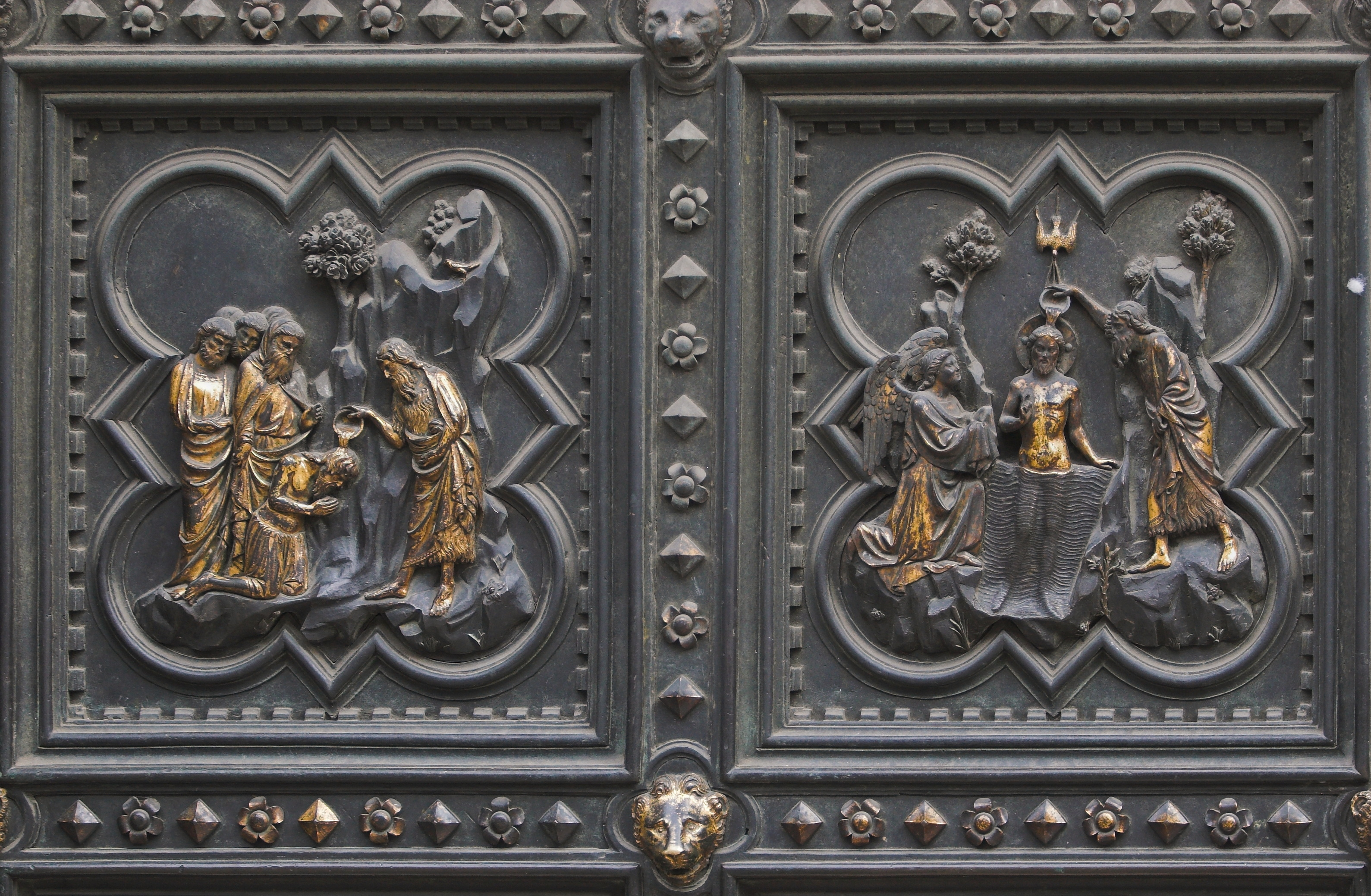
Villani foi o superintendente da construção das portas de bronze do Batistério de São João.

Villani foi enviado noutra missão diplomática em 1329, desta vez para Bolonha, para se encontrar com o Cardeal Bertrand de Pouget. De 1330 a 1331 supervisionou a preparação das portas de bronze para o Batistério de São João. Ao mesmo tempo, serviu como cônsul da sua guilda Arte di Calimala e vigiou a construção do campanário de Badia. Foi também enviado, juntamente com outras pessoas, como refém para Ferrara, como garantia de que Florença saldaria uma dívida; residiu lá durante alguns meses do ano de 1331.
Villani demonstrava frequentemente um ponto de vista positivo na sua escrita; tendo este seu optimismo desaparecido durante o curto regime de Gualtério VI de Brienne, um déspota a quem foi concedida signoria (autoridade política). O seu estado de espírito tornou-se pessimista quando confrontado com os seus próprios problemas financeiros, o fim da sua carreira, o declínio da influência Florentina no estrangeiro, uma série de catástrofes naturais e o alastrar da Peste Negra na Europa, julgando que o Apocalipse e o julgamento final estavam próximos. A bancarrota da Buonaccorsi levou ao seu aprisionamento em 1346, na sua condição de sócio maioritário. Outras companhias bancárias, tais como a Peruzzi em 1343 e a Compagnia dei Bardi em 1346 também foram à bancarrota; Villani calculou que, antes de atingirem a bancarrota, os Peruzzi tinham perdido cerca de 600 000 florins e os Bardi cerca de 900 000. Apesar de Villani atribuir as perdas monetárias aos colossais empréstimos feitos a Eduardo III de Inglaterra, que nunca foram saldados, o historiador Edwin S. hunt sugere que a firma não tinha os meios para fazer tão avultados empréstimos, pelo que os mesmos terão provavelmente sido muito menores do que os sugeridos por Villani, e, assim, não terão podido constituir a causa do falhanço financeiro da companhia. Para além dos duvidosos valores financeiros apresentados por Villani sobre a sua empresa, sabe-se também que vários eventos relacionados com os Buonaccorsi descritos na sua Cronica foram deliberadamente escritos para esconder a verdade sobre o comportamento fraudulento da empresa; Miller escreve que "essa é uma das conclusões mais convincentes" da obra de Michele Luzzati Giovanni Villani e la Compagnia dei Buonaccorsi (1971).

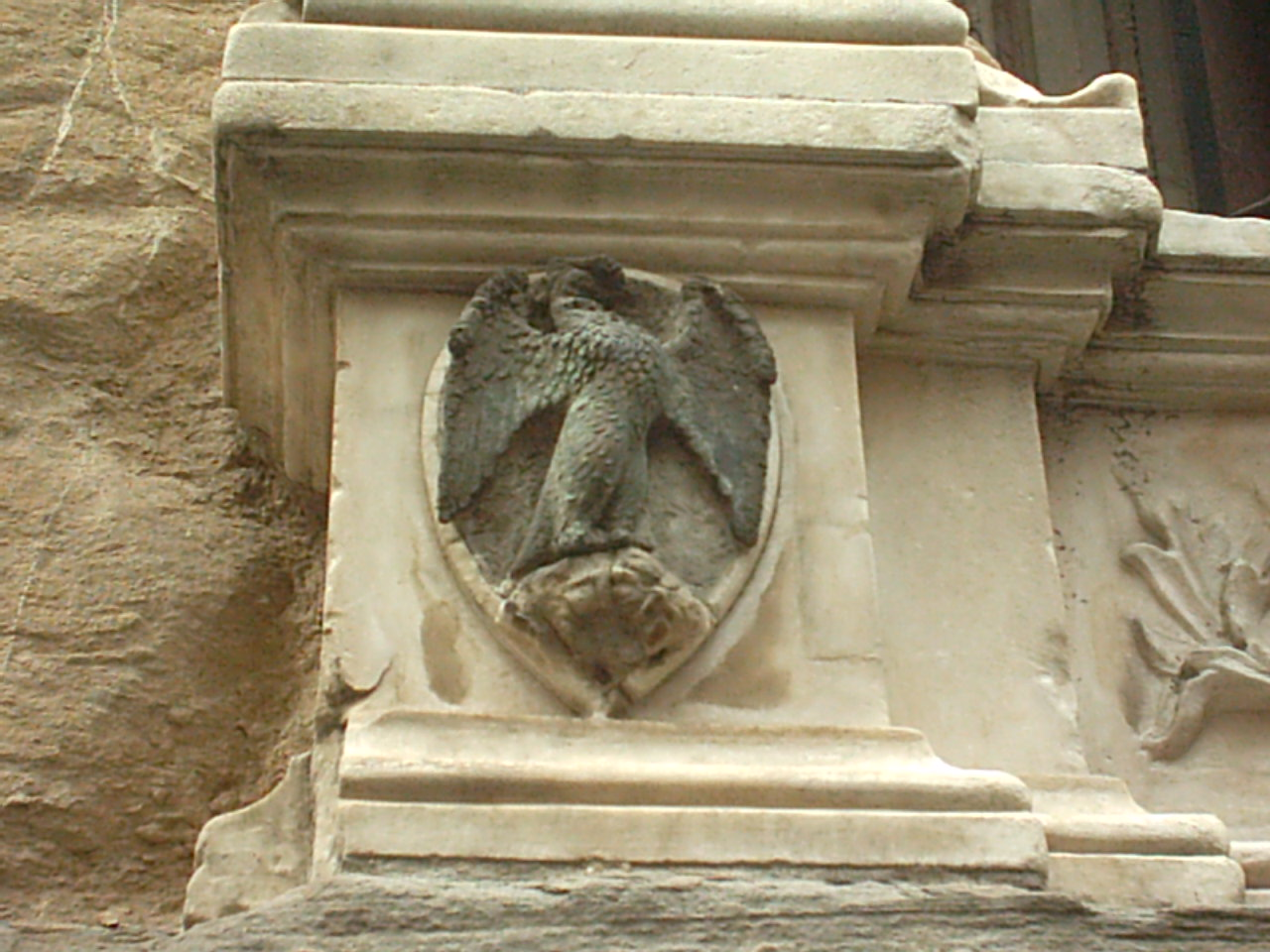
Brasão de armas dos Arti de Calimala, guilda a que pertencia Villani

Villani e os Buonaccorsi tinham ganho uma má reputação a partir de 1331, quando Villani foi julgado e ilibado por venalidade pelo seu papel na construção do novo terceiro anel de muralhas em Florença. Charles, Duque da Calábria, concedeu aos Buonaccorsi o direito de cobrar impostos a três dos seis distritos de Florença, prejudicando ainda mais a reputação de Villani entre os cidadãos. Todas as acções legais movidas contra os Buonaccorsi e outras companhias bancárias foram suspensas com a chegada ao poder, em Setembro de 1342, de Gualtério VI de Brienne, apoiado por membros e agentes dos Buonaccorsi exilados no estrangeiro. Gualtério suspendeu todos os processos legais levantados contra empresas e companhias financeiras durante um ano.
Contudo, o processo contra a companhia foi reaberto em Outubro de 1343, após a violenta expulsão de Gualtério VI do poder. É desconhecido o tempo exacto que Villani passou preso pela alegada má-conduta económica, conhecendo-se apenas o local onde cumpriu a sentença, o Carceri delle Stinche. Após a queda do regime de Brienne e um curto período de signoria aristocrática, os novi cives (família novas) - algumas provenientes de guildas inferiores - estabeleceram um governo que lhes proporcionava uma muito maior representação nos assuntos oficiais de estado. Villani, juntamente com muitos outros cronistas da época, desdenhou a subida ao poder daqueles que considerava rústicos e não aristocratas, julgando-os incapazes de governar. A classe a que pertencia Villani estava fragilizada, já que a Constituição atribuía um peso igual a todas as guildas, fazendo com que a oligarquia dos membros das guildas mais importantes não pudesse competir com as restantes. Contudo, na década de 1350, a aceitação geral do regime das novi cives mudou muito, levando a que mesmo Matteo, irmão de Villani, as descreve-se de forma heróica por se terem coligado com os mercadores e artesãos para reprimir o poder oligárquico. Villani era um defensor firme daquilo a que chamava as liberdades da Igreja, criticando por isso o governo popular dos novi cives, pelos seus protestos contra as muitas isenções legais usufruídas pela Igreja. Encontrava contudo orgulho cívico no facto de toda a cidade, incluindo os novi cives, se ter levantado contra o tirânico regime de Gualtério VI, cujo pecado de impôr a tirania era, para Villani, razão e justificação suficiente para o uso da força que foi necessário para o retirar do poder.

## Morte e continuação do trabalho de Villani
Villani escreveu durante a peste bubônica: "O padre que confessava os enfermos e aqueles que os cuidavam, contraíam tão generalizadamente a infecção que as vítimas eram abandonadas e privadas de confissão, sacramento, remédios e enfermagem... E muitas terras e cidades ficaram desoladas. E esta praga durou até ________ "; Villani deixou o "_______" para registrar o tempo em que a peste terminaria. Villani foi incapaz de terminar a linha porque sucumbiu à mesma praga. Ele foi enterrado na Igreja de Santissima Annunziata, em Florença.
A Crônica de Villani foi considerada uma obra importante na época, valiosa o suficiente para que seu irmão e sobrinho a continuassem. Pouco se sabe sobre o irmão de Villani, Matteo, exceto que ele foi casado duas vezes, que morreu de peste em 1363 e que continuou a trabalhar na Crônica até sua morte. Filippo Villani, filho de Matteo, floresceu na segunda metade do século XIV e terminou a Crônica em 1364; sua porção inclui detalhes da vida de muitos artistas e músicos florentinos, incluindo Giotto di Bondone e Francesco Landini. As crônicas de Filippo foram aprovadas pelo Chanceler de Florença, Coluccio Salutati, que fez correções na obra e acrescentou comentários. O historiador florentino do século XV Domenico di Leonardo Buoninsegni também apresentou nos primeiros dois capítulos de seu Istoria Fiorentina um resumo da Crônica de Villani.
No século XVI, mais de uma edição do Cronica estava disponível em formato impresso. Também havia uma abundância de manuscritos, incluindo um de Veneza por Bartholomeo Zanetti Casterzagense em 1537 e um de Florença por Lorenzo Torrentino em 1554.